# Anodontia edentuloides
Anodontia edentuloides är en musselart som först beskrevs av Addison Emery Verrill 1870.  Anodontia edentuloides ingår i släktet Anodontia och familjen Lucinidae. Inga underarter finns listade i Catalogue of Life.